# Spherillo obsculus
Spherillo obsculus is een pissebed uit de familie Armadillidae. De wetenschappelijke naam van de soort is voor het eerst geldig gepubliceerd in 1885 door Gustav Budde-Lund.